# Гарнов, Александр Васильевич
Александр Васильевич Гарнов (2 августа 1895 года, село Ивашкино, ныне Вадский район, Нижегородская область — пропал без вести в июне 1941 года) — советский военный деятель, генерал-майор (4 июня 1940 года).

## Биография
Александр Васильевич Гарнов родился 2 августа 1895 года в селе Ивашкино ныне Вадского района Нижегородской области.

### Первая мировая и гражданская войны
В июне 1915 года был призван в ряды Русской императорской армии и направлен рядовым в Павловский лейб-гвардии полк, после чего в октябре 1916 года был ранен и находился на излечении в госпитале в Астрахани. После излечения Гарнов в феврале 1917 года вернулся в свой полк, дислоцированный в Петрограде, после чего служил в составе запасного батальона. В марте 1918 года был демобилизован из рядов армии.
В мае 1918 года был призван в ряды РККА и направлен красноармейцем при Арзамасском уездном военкомате, а в сентябре — на учёбу на курсы военных комиссаров при Всероссийском бюро военных комиссаров в Москве, после окончания которых в январе 1919 года был назначен на должность военкома отдельного тяжёлого артиллерийского дивизиона 4-й армии, после чего принимал участие в боевых действиях на Восточном фронте против войск под командованием генералов А. И. Дутова и В. С. Толстова на территории Южного Урала. В августе 1919 года был назначен на должность военкома Арзамасского уездного военкомата.
В сентябре 1920 года за неисполнение приказа осуждён Революционным военным трибуналом Запасной армии Республики к трём годам условно, а в октябре того же года был назначен на должность командира роты 299-го стрелкового полка (24-я стрелковая дивизия), после чего принимал участие в боевых действиях на Юго-Западном фронте против войск под командованием С. В. Петлюры в районе Проскурова и Каменец-Подольска.

### Межвоенное время
С августа 1921 года командовал ротой и батальоном в составе 211-го стрелкового полка (24-я стрелковая дивизия), а в апреле 1922 года направлен на учёбу на повторные курсы старшего комсостава при штабе Войск Украины и Крыма, дислоцированные в Харькове. После окончания курсов в апреле 1923 года назначен на должность командира батальона в составе 70-го стрелкового полка той же дивизии, дислоцированной в Виннице.
В сентябре 1924 года направлен на учёбу в Военную академию имени М. В. Фрунзе, после окончания которой в июне 1927 года назначен на должность начальника штаба 72-го стрелкового полка (24-я стрелковая дивизия, Украинский военный округ), дислоцированного в Жмеринке, в декабре 1929 года — на должность помощника начальника 1-го отделения штаба 18-го стрелкового корпуса ОКДВА, дислоцированного в Чите, в марте 1930 года — на должность заместителя начальника 2-го, а затем должность заместителя начальника — на 7-го отделов штаба Сибирского военного округа.
С января 1933 года учился на оперативном факультете Военной академии имени М. В. Фрунзе, после окончания которого в июне того же года назначен на должность начальника штаба 6-й стрелковой дивизии (Московский военный округ), дислоцированной в Орле, а в июне 1937 года — на должность начальника штаба 10-го стрелкового корпуса, дислоцированного в Воронеже.
С сентября 1937 по январь 1939 года находился в спецкомандировке в Испании, где принимал участие в ходе Восточной, Балагерской и Эмбровской операций. За проявленную настойчивость и хорошее обеспечение в материальном отношении Эмбровской операции Александр Васильевич Гарнов представлен комбригом К. М. Качановым к ордену Красного Знамени, однако не был награждён. Также воевал в Китае.
В феврале 1939 года назначен на должность командира 5-го стрелкового корпуса (10-я армия, Белорусский военный округ), принял участие в походе РККА в Западную Белоруссию.

### Великая Отечественная война
С началом войны Александр Васильевич Гарнов находился на прежней должности. 5-й стрелковый корпус в составе 10-й армии (Западный фронт) принимал участие в ходе приграничного сражения на белостокском направлении, однако численно превосходящие силы противника прорвали оборону Западного фронта на его флангах, после чего соединились западнее Минска и окружили 10-ю армию. 5-й стрелковый корпус до конца июня вёл боевые действия в окружении. В ходе этих боевых действий генерал-майор Александр Васильевич Гарнов пропал без вести.
Современный исследователь Д. Егоров пишет, что есть сведения, что А. В. Гарнов сумел выйти из окружения, но после разговора с Л. З. Мехлисом в штабе Западного фронта застрелился.

## Воинские звания
- Полковник (29 ноября 1935 года)
- Комбриг (17 февраля 1938 года);
- Комдив (10 февраля 1939 года);
- Генерал-майор (4 июня 1940 года).

## Награды
- Орден Отечественной войны 1 степени (1965, посмертно);
- Юбилейная медаль «XX лет Рабоче-Крестьянской Красной Армии» (22.02.1938).

## Память
В настоящее время память никак не увековечена.